# Thiladhunmathi
Thiladhunmathi ist eine geographische Bezeichnung für den Nordteil des langgestreckten größten Atolls der Malediven, Thiladhunmathi-Miladhunmadulu. Der Südteil dieses Atolls heißt Miladhunmadulu. Die Grenze zwischen beiden Atollteilen verläuft etwa entlang des Breitengrades 6°29'N.
Dieser Atollteil verteilt sich auf zwei Verwaltungsbezirke:
1. Haa Alif (Thiladhunmathi Uthuruburi)
2. Haa Dhaalu (Thiladhunmathi Dhekunuburi)

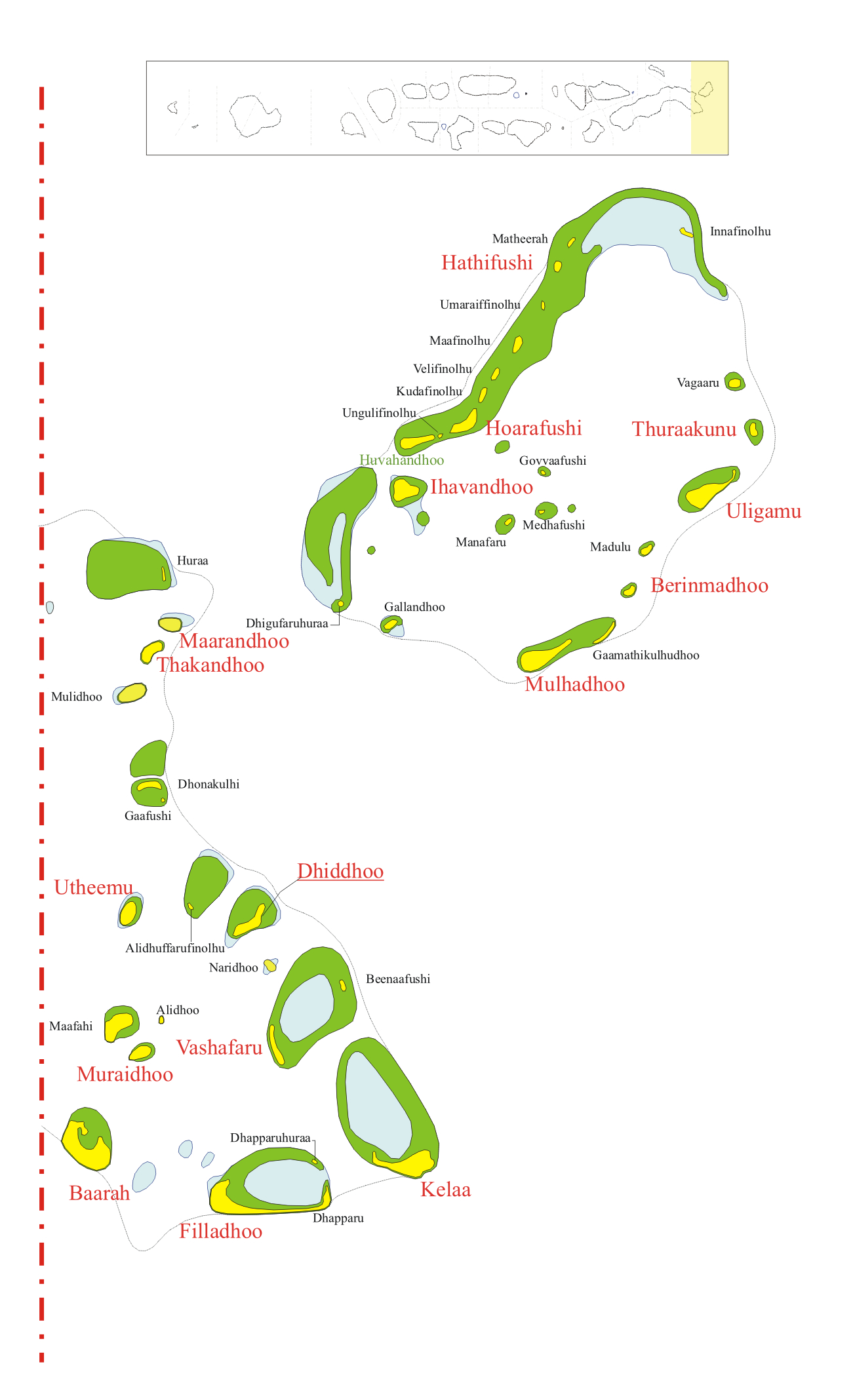

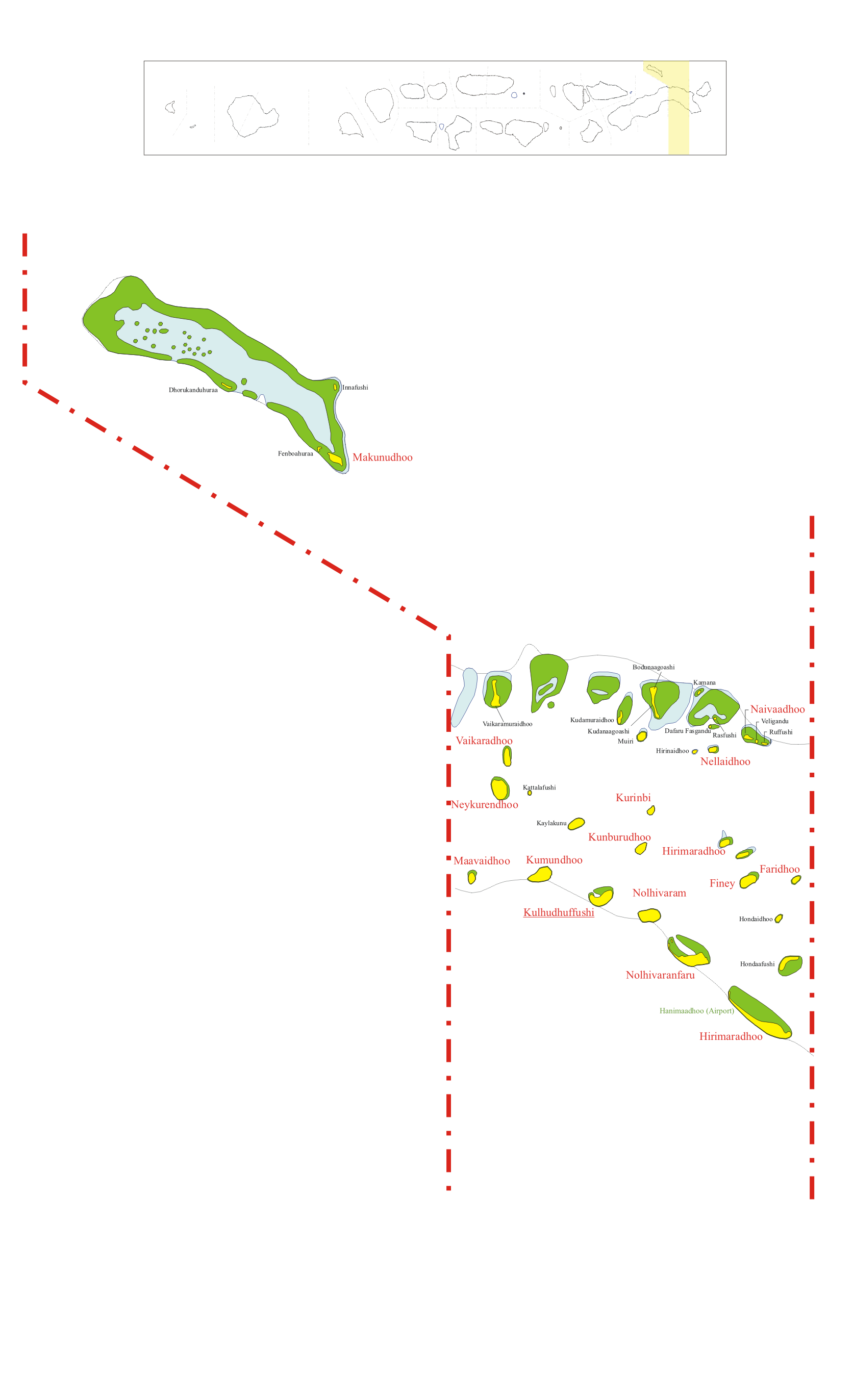

Hauptinsel dieses Atollteils ist Kulhudhuffushi.
Auf Thiladhunmathi leben 22.945 Menschen (Stand Volkszählung 2006).
Gelegentlich wird der Name Thiladhunmathi auch für das Gesamtatoll verwendet.
Koordinaten: 6° 48′ 13,4″ N, 73° 4′ 56,7″ O